# Solyanka (gastronomia)
La solyanka (in russo соля́нка?, inizialmente селянка) è una zuppa densa, piccante e acida di origine russa comune in Russia, Ucraina e altri stati dell'ex Unione Sovietica e in alcune parti dell'ex blocco orientale.

## Origine del nome
Secondo alcune fonti, il termine solyanka sarebbe una distorsione della parola selyanka (in russo селянка?) che significa "contadino". Tuttavia un'altra fonte dimostra come il termine solyanka risalga al 1547, mentre selyanka viene fatto risalire al XIX secolo.

## Preparazione
La solyanka può essere a base di carne, pesce o funghi. In tutti e tre i casi vengono usati cetrioli sottaceto in salamoia e spesso cavoli, funghi salati, patate, smetana e aneto. La zuppa si prepara cuocendo i cetrioli nella salamoia prima di aggiungere gli altri ingredienti al brodo.
- Per la solyanka di carne vengono solitamente usati manzo, prosciutto, salsicce, petto di pollo insieme a cetrioli sottaceto, pomodori, cipolle, olive, capperi, pimento, prezzemolo e aneto.[5] Si aggiunge il brodo e si scalda brevemente sul fornello, senza far bollire.
- La solyanka di pesce viene preparata in modo simile, ma le verdure per la zuppa sono cotte nel brodo. La carne viene sostituita con pesce come storione, salmone e gamberi d'acqua dolce, aggiungendo alla fine un po' di succo di limone.[5]
- Per la solyanka ai funghi, il cavolo tagliato viene riscaldato nel burro insieme ad aceto, pomodori, cetrioli sottaceto e un po' di salamoia. Separatamente vengono riscaldati funghi e cipolle e viene aggiunta una scorza di limone grattugiata. Infine vengono aggiunti cavolo e funghi a strati insieme a pangrattato e burro e la zuppa viene infornata brevemente.